# Hong Seok-cheon
En aquest nom coreà, el cognom és Hong.
Hong Seok-cheon (coreà: 홍석천)  (Cheongyang, 3 de febrer de 1971) és un actor, personalitat televisiva, restaurador sud-coreà i membre del dissolt Partit Democràtic del Treball de Corea del Sud. Va causar una gran controvèrsia al seu país quan va sortir de l'armari com a gai en 2000, i continua sent la celebritat obertament gai més destacada de Corea.

## Trajectòria
Hong Seok-cheon va néixer en el comtat de Cheongyang, a la província de Chungcheong del Sud. Va començar la seva carrera en el món de l'espectacle com a model masculí, i va debutar en la pantalla en 1994 com a periodista del Live TV Information Center. En 1995, va guanyar el premi de bronze en el Festival de Comediants del Korean Broadcasting System (per a estudiants universitaris). Gràcies a la seva versatilitat i al seu timing còmic, Hong va desenvolupar una prolífica carrera en la televisió sud-coreana, apareixent en programes infantils i de varietats, així com en sit-coms i drames.
L'any 2000, li van fer una pregunta sobre la seva sexualitat en un programa de varietats, i va decidir respondre honestament que era gai. Encara que els productors del programa van editar inicialment l'intercanvi, un periodista es va assabentar de la història i va pressionar a Hong perquè confirmés la seva admissió. Després que Hong revelés la seva homosexualitat, va ser acomiadat dels seus programes de televisió i anuncis enmig de la indignació del públic, i ja no va aconseguir cap paper important com a actor. Es va enfrontar a un estigma massiu després de convertir-se en la primera celebritat obertament gai del país, i més tard va dir que va experimentar el rebuig, l'abús verbal i la discriminació que rares vegades sortia del seu cercle social. Llavors va escriure les seves memòries My Heart Still Throbs for Forgotten Love (El meu cor encara palpita per l'amor oblidat), en les quals relatava el seu fallit romanç amb un neerlandès anomenat Tony.
Obligat a deixar el negoci de l'entreteniment, Hong va voler abandonar el país per a estudiar a Nova York, però va dir que va decidir quedar-se a Corea per a demostrar als seus detractors que podia tenir èxit. Va obrir el seu primer restaurant Our Place en 2002, dos anys després de sortir de l'armari. Ara posseeix i dirigeix nou restaurants d'alta gamma a Itaewon, on resideix una gran comunitat d'expatriats a Seül. Tots els restaurants de Hong es caracteritzen pel prefix "My", a saber: My Hong, My Chi chi*s, My Thai, My Thai China, My X, My Chelsea, My Noodle, and My Suji.
En 2004, es va unir al Partit Laborista Democràtic i va ser seleccionat per la revista Time com l'Heroi Asiàtic de l'any. Hong també va continuar apareixent amb regularitat en programes d'entrevistes, sobretot en Yeo Yoo Man Man, en el qual va participar amb els seus pares i va parlar de la seva vida des que va sortir de l'armari. Quant a l'actuació, Hong va protagonitzar el thriller Puzle (2006) i l'obra de teatre El somni d'una nit d'estiu (2009). També va fundar el centre comercial d'Internet Ne2Nom en 2007, i es va convertir en professor de la Universitat Nacional d'Arts de Corea (ensenyant Producció de Continguts de Radiodifusió en 2010 i Arts de la Moda en 2011).
Després del divorci de la seva germana, Hong va adoptar als seus dos fills i va canviar els seus cognoms pels seus. En 2008, va presentar el seu propi programa d'entrevistes Coming Out, en el qual es tractaven temes relacionats amb l’homosexualitat. Malgrat el continu conservadorisme de la societat coreana, Hong va superar la desaprovació inicial del públic i va anar guanyant acceptació, especialment entre les generacions més joves, en part pel seu activisme en la lluita pels drets del col·lectiu LGBT. A partir de papers i cameos, ara presenta programes en la televisió per cable i té un gran nombre de seguidors en les xarxes socials.
En 2015, Hong va anunciar que té previst presentar-se a la prefectura de districte de Yongsan en les eleccions locals de 2018. Després d'haver viscut en el districte de Yongsan durant deu anys, va dir que el seu objectiu és promoure espais culturals per a joves artistes i petites empreses, alhora que proporcionar benestar a les minories sexuals. Si és triat, es convertirà en la primera persona obertament gai a ser funcionari del govern a Corea. En 2016, va participar en el programa Law Of The Jungle.
El 2018, va revelar ser cosí tercer amb Lee Tae-yong de NCT.